# ابراهیم بابائی
ابراهیم بابائی محقق، مخترع، دانشمند و مهندس برق ایرانی در سال ۱۳۴۹ در شهرستان اهر، استان آذربایجان شرقی متولد شد. او در سال ۱۳۶۷ دیپلم خود را در رشته ریاضی-فیزیک از دبیرستان شهید مدرس اهر اخذ نمود.
ابراهیم بابائی کارشناسی در رشته مهندسی برق و در گرایش الکترونیک از دانشگاه تبریز در سال ۱۳۷۱ اخذ نمود. او مدارک کارشناسی ارشد و دکتری تخصصی در رشته مهندسی برق و در گرایش قدرت به ترتیب در سال‌های ۱۳۸۰ و ۱۳۸۶ از دانشگاه تبریز گرفت.
ابراهیم بابائی عضو هیئت علمی دانشگاه تبریز و دانشگاه خاور نزدیک قبرس شمالی می‌باشد. او از سال ۱۳۸۶ با مرتبه علمی استادیاری فعالیت خود را در دانشکده مهندسی برق و کامپیوتر دانشگاه تبریز شروع کرد. سپس در فروردین ماه ۱۳۹۰ از مرتبه علمی استادیاری به مرتبه علمی دانشیاری ارتقا یافت. سرانجام در سال ۱۳۹۴ از مرتبه علمی دانشیاری به مرتبه علمی استادی ارتقا یافت. زمینه اصلی تحقیقاتی ایشان تحلیل، مدلسازی، کنترل و طراحی مبدلهای الکترونیک قدرت می‌باشد. همچنین تحلیل و طراحی ادوات واسط منابع انرژی تجدیدپذیر نیز از دیگر فعالیت‌های پژوهشی ایشان می‌باشد. بابائی مؤلف بیش از ۵۰۰ مقاله در مجلات، ژورنالها و کنفراسها می‌باشند. تعداد ارجاعات به مقالات ایشان بسیار بالا بوده و لذا بر اساس گزارش پایگاه طلایه داران علم تامسون رویترز (ISI)، نام ایشان در بین دانشمندان و نخبگان دنیا قرار دارد. در بهمن ماه سال ۱۳۹۸ طی حکمی از سوی رئیس دانشگاه تبریز، ابراهیم بابائی عضو هیئت علمی دانشکده مهندسی برق و کامپیوتر به عنوان مدیر جدید امور فناوری این دانشگاه منصوب شد.

## عناوین پایان‌نامه‌های دوران تحصیل
عناوین پایان‌نامه‌های او عبارتند از:
- کارشناسی: طراحی و ساخت دستگاه Frequency Synthesizer از فرکانس ۰٫۰۰۰۱ هرتز تا ۵ مگاهرتز
- کارشناسی ارشد: تحلیل و کنترل یک مبدل ماتریسی مستقل و جامع n ورودی و m خروجی[۱۱]
- دکتری تخصصی: مدلسازی و طراحی روشهای کنترلی نوین مبدلهای ماتریسی[۱۲]

## عضویت در اعضای هیئت تحریریه مجلات
- عضو هیئت تحریریه مجله مهندسی برق دانشگاه تبریز
- عضو ارشد IEEE
- سردبیر مجله مهندسی برق دانشگاه تبریز[۱۳]
- Associate Editor of IEEE Transactions on Industrial Electronics[۱۴]
- Associate Editor of IEEE Transactions on Power Electronics
- Guest Editor for several special issues in the IEEE Transactions on Industrial Electronics
- دبیر ژورنال مهندسی قدرت و انرژی آمریکا

## جوایز و مدالها
- فارغ‌التحصیل ممتاز مقطع کارشناسی
- فارغ‌التحصیل ممتاز مقطع کارشناسی ارشد
- دریافت لوح تقدیر مقاله برگزیده کنفرانس بین‌المللی SICE-ICCAS 2006
- دریافت لوح تقدیر مقاله برگزیده کنفرانس بین‌المللی ICEMS 2007
- پژوهشگر جوان برگزیده گروه عمده علمی فنی و مهندسی
- پژوهشگر برگزیده اول دانشکده مهندسی برق و کامپیوتر
- پژوهشگر برتر دانشگاه تبریز
- قرار گرفتن در یک درصد برتر دانشمندان و نخبگان علمی جهانی بر اساس گزارش پایگاه طلایه داران علم تامسون رویترز (ISI)[۱۵]

## پروژه‌های تحقیقاتی
- مطالعات مدیریت بار و مصرف برق در منطقه آذربایجان
- ارائه روش کنترلی جدید بر اساس تکنیک مدولاسیون پهنای پالس
- طراحی نرم‌افزار جهت جایابی و هماهنگی ادوات حفاظتی در شبکه
- ارائه یک ساختار جدید برای مبدل منبع امپدانسی[۶]
- ارائه یک ساختار جدید برای اینورترهای چندسطحی با تعداد ادوات کمتر